# المسرح الذهني

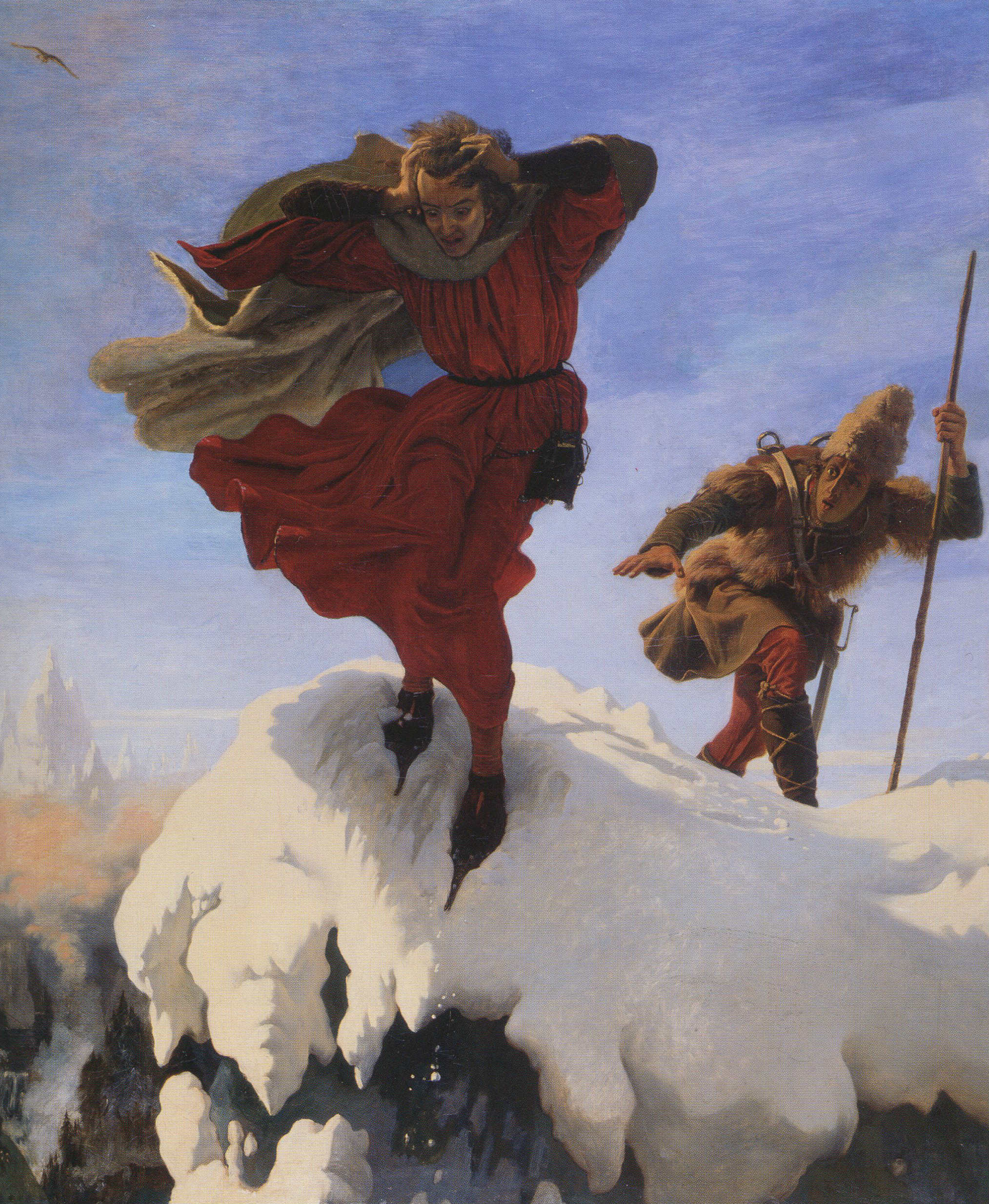

المسرح الذهني هو مسرح الغرض منه أن يكون مسرحا مقروء وليس قابلا للاداء على خشبة المسرح وهو ما يسهل أن تتصوره وتتأمله لكن يصعب أداؤه أمامك وقد ارتبط هذا النوع الفكري من التخيل الروائي بالكاتب توفيق الحكيم في الأدب العربي حيث من السهل تخيل معظم مسرحياته لكن من الصعب أداؤها.